# مائدة القربان

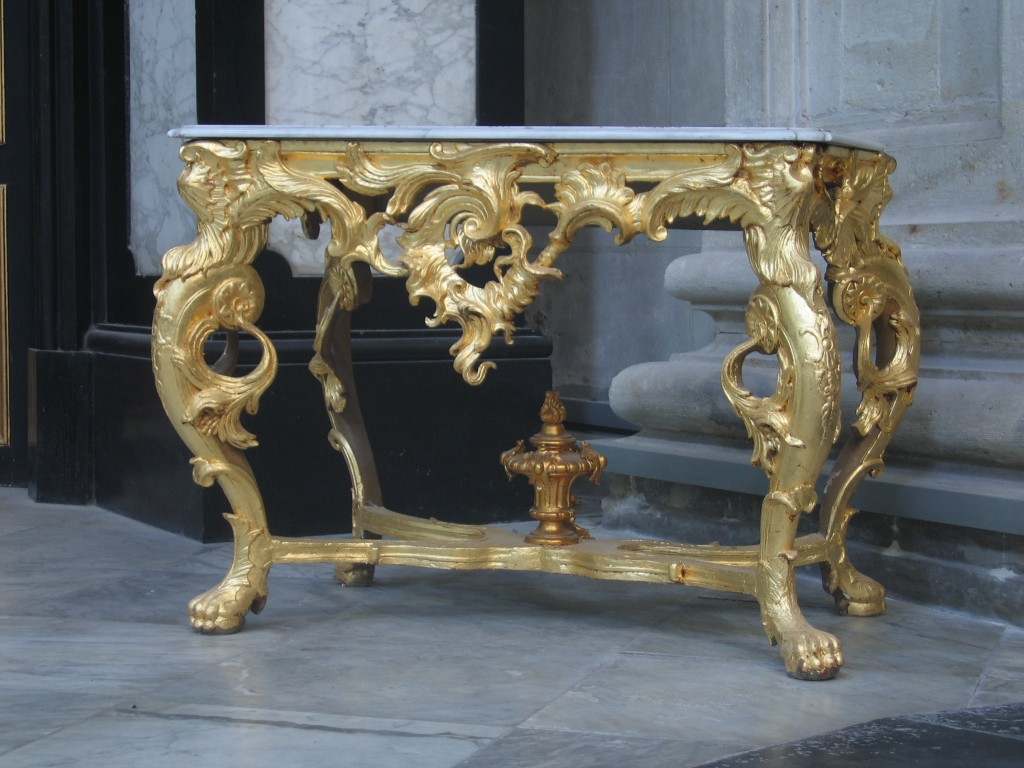
طاولة رُكوكو متقنة ذات سطح رخامي

مائدة القربان هي طاولة جانبية صغيرة في حرم كنيسة مسيحية تُستخدم في الاحتفال بسر التناول. توضع مائدة القربان بالقرب من الحائط على الجانب الجنوبي من الحرم وقد تغطى بقطعة قماش من الكتان الناعم. يعتني بها مساعد أو خادم المذبح وتحمل الأدوات المستخدمة في الاحتفال القرباني والتي قد تشمل الخبز والنبيذ قبل تكريسهما ووعاء والمستير وكأس القربان ومنشفة لحوض الوضوء والوَضوء بعد المناولة، إلخ. يمكن تخزين الرقائق في وعاء خبز القربان. سيكون النبيذ والماء للكأس في أباريق زجاجية.